# 슈츠
슈츠(Suits)는 USA 네트워크에서 2011년 6월 23일부터 2019년 9월 25일까지 방영된 드라마이다. 한국에서는 폭스채널에서 2012년 1월 2월부터 슈츠: 두 변호사라는 제목으로 방영하였다.

## 줄거리
변호사 하비 스펙터는 하버드 로스쿨 출신만 고용하는 뉴욕 로펌 피어슨 하드먼의 파트너 변호사이다. 하비 스펙터가 고졸이지만 재능이 뛰어나고 천재인 마이크 로스를 학력까지 속여가며 피어슨 하드먼으로 영입하면서 벌어지는 이야기를 다룬다.

## 캐스트
- 게이브리얼 막트 - Harvey Specter
- 패트릭 J. 애덤스 - Mike Ross
- 릭 호프먼 - Louis Litt
- 메건 마클 - Rachel Zane
- 세라 래퍼티 - Donna Paulsen
- 지나 토레스 - Jessica Pearson
- 톰 리핀스키 - Trevor Evans
- 버네사 레이 - Jenny Griffith
- 레베카 슐 - Edith Ross
- 벤 홀링스워스 - Kyle Durant
- 맥스 토플린 - Harold Jakowski
- 데이비드 코스터빌 - Daniel Hardman